# Antillophos pyladeum
Antillophos pyladeum is een slakkensoort uit de familie van de Buccinidae. De wetenschappelijke naam van de soort is voor het eerst geldig gepubliceerd in 1995 door Kato.